# 安卡·特纳塞
安卡·特纳塞（羅馬尼亞語：Anca Tănase，1968年3月15日—），罗马尼亚女子赛艇运动员。她曾代表罗马尼亚参加1996年夏季奥林匹克运动会赛艇比赛，获得女子八人单桨有舵手金牌。

## 家庭
丈夫尤利克·鲁伊坎。